# Tỉnh và vùng hải ngoại của Pháp
Tỉnh hải ngoại (tiếng Pháp: département d'outre-mer viết tắt là DOM) là một bộ phận của nước Pháp mà ở bên ngoài lãnh thổ chính quốc Pháp. Họ có tình trạng chính trị giống như các tỉnh tại chính quốc. Là bộ phận không thể tách rời của Pháp và Liên minh châu Âu, các tỉnh hải ngoại có đại diện có quyền bỏ phiếu trong Quốc hội Pháp, Thượng viện, và Hội đồng Kinh tế và Xã hội, bầu cử Nghị viện châu Âu (MEP), và cũng có thể sử dụng đồng Euro như là tiền tệ của họ. Mỗi tỉnh hải ngoại cũng là một vùng hải ngoại.
Tính đến tháng 3 năm 2011, các tỉnh hải ngoại của Pháp là:
- Guyane thuộc Pháp ở Nam Mỹ
- Guadeloupe ở Bắc Mỹ (Caribe)
- Martinique ở Bắc Mỹ (Caribe)
- Réunion ở châu Phi (Ấn Độ Dương)
- Mayotte tại châu Phi (Ấn Độ Dương)